# 1952년 일본 프로 야구 올스타전
1952년 일본 프로 야구 올스타전은 1952년 7월 3일과 7월 5일에 열린 일본 프로 야구의 올스타전 경기이다.

## 출장 선수
| 센트럴 리그 | 센트럴 리그       | 센트럴 리그 | 센트럴 리그 |
| ----------- | ----------------- | ----------- | ----------- |
| 감독        | 미즈하라 시게루   | 요미우리    |             |
| 코치        | 고니시 도쿠로     | 다이요      |             |
| 코치        | 마쓰키 겐지로     | 오사카      |             |
| 투수        | 벳쇼 다케히코     | 요미우리    | 2           |
| 투수        | 스기시타 시게루   | 나고야      | 2           |
| 투수        | 후지무라 다카오   | 오사카      | 2           |
| 투수        | 가지오카 다다요시 | 오사카      | 첫 출장     |
| 투수        | 후지모토 히데오   | 요미우리    | 2           |
| 투수        | 오토모 다쿠미     | 요미우리    | 첫 출장     |
| 투수        | 가네다 마사이치   | 고쿠테쓰    | 2           |
| 투수        | 오시마 노부오     | 나고야      | 2           |
| 투수        | 마쓰다 기요시     | 요미우리    | 첫 출장     |
| 투수        | 다카노 히로요시   | 다이요      | 2           |
| 포수        | 노구치 아키라     | 나고야      | 2           |
| 포수        | 구스노키 야스오   | 요미우리    | 첫 출장     |
| 포수        | 히로타 준         | 요미우리    | 첫 출장     |
| 1루수       | 가와카미 데쓰하루 | 요미우리    | 2           |
| 2루수       | 치바 시게루       | 요미우리    | 2           |
| 3루수       | 후지무라 후미오   | 오사카      | 2           |
| 유격수      | 히라이 마사아키   | 요미우리    | 2           |
| 내야수      | 니시자와 미치오   | 나고야      | 2           |
| 내야수      | 시라사카 조에이   | 오사카      | 2           |
| 좌익수      | 스기야마 사토시   | 나고야      | 첫 출장     |
| 중견수      | 아오타 노보루     | 요미우리    | 2           |
| 우익수      | 이와모토 요시유키 | 다이요      | 2           |
| 외야수      | 요나미네 가나메   | 요미우리    | 첫 출장     |
| 외야수      | 미나미무라 후카시 | 요미우리    | 첫 출장     |
| 외야수      | 하라다 도쿠미쓰   | 나고야      | 2           |

| 퍼시픽 리그 | 퍼시픽 리그       | 퍼시픽 리그 | 퍼시픽 리그 |
| ----------- | ----------------- | ----------- | ----------- |
| 감독        | 야마모토 가즈토   | 난카이      |             |
| 코치        | 유아사 요시오     | 마이니치    |             |
| 코치        | 후지모토 사다요시 | 다이에이    |             |
| 투수        | 유키 스스무       | 난카이      | 2           |
| 투수        | 노무라 다케시     | 마이니치    | 2           |
| 투수        | J. 뉴베리         | 한큐        | 첫 출장     |
| 투수        | 하야시 기이치     | 다이에이    | 2           |
| 투수        | 가와사키 도쿠지   | 니시테쓰    | 2           |
| 투수        | 야마네 도시히데   | 마이니치    | 첫 출장     |
| 투수        | 에토 다다시       | 난카이      | 2           |
| 투수        | V. 스타루힌       | 다이에이    | 첫 출장     |
| 투수        | 스에요시 도시노부 | 마이니치    | 첫 출장     |
| 투수        | 나카하라 히로시   | 난카이      | 첫 출장     |
| 포수        | 도이가키 다케시   | 마이니치    | 2           |
| 포수        | 이세가와 마스미   | 다이에이    | 첫 출장     |
| 포수        | 쓰쓰이 게이조     | 난카이      | 2           |
| 1루수       | 이이다 도쿠지     | 난카이      | 2           |
| 2루수       | 야마모토 가즈토   | 난카이      | 2           |
| 3루수       | 가게야마 가즈오   | 난카이      | 2           |
| 유격수      | 기즈카 주스케     | 난카이      | 2           |
| 내야수      | J. 브리튼         | 한큐        | 첫 출장     |
| 내야수      | 혼도 야스야       | 마이니치    | 첫 출장     |
| 좌익수      | 오시타 히로시     | 니시테쓰    | 2           |
| 중견수      | 벳토 가오루       | 마이니치    | 2           |
| 우익수      | 이이지마 시게야   | 다이에이    | 2           |
| 외야수      | 호리이 가즈오     | 난카이      | 첫 출장     |
| 외야수      | 나카타니 준지     | 한큐        | 2           |
| 외야수      | 미야케 다쿠조     | 마이니치    | 첫 출장     |

- 굵은 글씨는 팬 투표로 선출된 선수.
  - 오시마(나고야), 후지모토(요미우리), 에토(난카이), 나카하라(난카이), 이세가와(다이에이), 쓰쓰이(난카이), 스기야마(나고야) 등은 2경기 모두 출전 기회가 없었다.[4]

## 올스타전 경기 결과

### 1차전

#### 스코어
| 팀                                                                             | 1 | 2 | 3 | 4 | 5 | 6 | 7 | 8 | 9 | 10 | 11 | 12 | 13 | 14 | 15 | 16 | 17 | 18 | 19 | 20 | 21 | R | H | E |
| 센트럴                                                                         | 0 | 0 | 0 | 2 | 0 | 0 | 0 | 0 | 0 | 0  | 0  | 0  | 0  | 0  | 0  | 0  | 0  | 0  | 0  | 0  | 0  | 2 | 9 | 2 |
| 퍼시픽                                                                         | 0 | 0 | 0 | 0 | 0 | 2 | 0 | 0 | 0 | 0  | 0  | 0  | 0  | 0  | 0  | 0  | 0  | 0  | 0  | 0  | 0  | 2 | 9 | 0 |
| 승리 투수: 없음 패전 투수: 없음 홈런: 퍼시픽 – 가게야마 가즈오(난카이·6회 2점) |   |   |   |   |   |   |   |   |   |    |    |    |    |    |    |    |    |    |    |    |    |   |   |   |

#### 출장 선수
| 센트럴 | 센트럴 | 센트럴            |
| 타순   | 수비   | 선수              |
| ------ | ------ | ----------------- |
| 1      | (좌)   | 요나미네 가나메   |
| 2      | (二)   | 치바 시게루       |
| 3      | (우)   | 이와모토 요시유키 |
| 4      | (一)   | 가와카미 데쓰하루 |
| 5      | (三)   | 후지무라 후미오   |
| 6      | (중)   | 아오타 노보루     |
| 7      | (유)   | 히라이 마사아키   |
| 8      | (포)   | 노구치 아키라     |
| 9      | (투)   | 벳쇼 다케히코     |

| 퍼시픽 | 퍼시픽 | 퍼시픽          |
| 타순   | 수비   | 선수            |
| ------ | ------ | --------------- |
| 1      | (三)   | 가게야마 가즈오 |
| 2      | (二)   | 야마모토 가즈토 |
| 3      | (중)   | 벳토 가오루     |
| 4      | (좌)   | 오시타 히로시   |
| 5      | (우)   | 이이지마 시게야 |
| 6      | (一)   | 이이다 도쿠지   |
| 7      | (포)   | 도이가키 다케시 |
| 8      | (투)   | 유키 스스무     |
| 9      | (유)   | 기즈카 주스케   |

#### 수상 선수
MVP
- (수상자 없음)

### 2차전

#### 스코어
| 팀 | 1 | 2 | 3 | 4 | 5 | 6 | 7 | 8 | 9 | R | H  | E |
| 퍼시픽 | 0 | 0 | 4 | 0 | 0 | 0 | 3 | 0 | 1 | 8 | 14 | 2 |
| 센트럴 | 0 | 0 | 0 | 0 | 0 | 0 | 0 | 0 | 1 | 1 | 4  | 0 |
| 승리 투수: 가와사키 도쿠지(니시테쓰) 패전 투수: 벳쇼 다케히코(요미우리) 홈런: 퍼시픽 – 이이지마 시게야(다이에이·3회 3점) |   |   |   |   |   |   |   |   |   |   |    |   |

#### 출장 선수
| 퍼시픽 | 퍼시픽 | 퍼시픽          |
| 타순   | 수비   | 선수            |
| ------ | ------ | --------------- |
| 1      | (三)   | 가게야마 가즈오 |
| 2      | (二)   | 야마모토 가즈토 |
| 3      | (중)   | 벳토 가오루     |
| 4      | (좌)   | 오시타 히로시   |
| 5      | (우)   | 이이지마 시게야 |
| 6      | (一)   | 이이다 도쿠지   |
| 7      | (포)   | 도이가키 다케시 |
| 8      | (투)   | 유키 스스무     |
| 9      | (유)   | 기즈카 주스케   |

| 센트럴 | 센트럴 | 센트럴            |
| 타순   | 수비   | 선수              |
| ------ | ------ | ----------------- |
| 1      | (좌)   | 요나미네 가나메   |
| 2      | (二)   | 치바 시게루       |
| 3      | (우)   | 이와모토 요시유키 |
| 4      | (一)   | 가와카미 데쓰하루 |
| 5      | (三)   | 후지무라 후미오   |
| 6      | (중)   | 아오타 노보루     |
| 7      | (유)   | 히라이 마사아키   |
| 8      | (포)   | 노구치 아키라     |
| 9      | (투)   | 벳쇼 다케히코     |

#### 수상 선수
MVP
- 이이지마 시게야(다이에이)

## 같이 보기
- 일본 프로 야구 올스타전
- 일본 야구 기구